# Provincia di Sorsogon
Sorsogon è una provincia delle Filippine, nel sud della regione di Bicol. Confina a nord con la provincia di Albay e il suo capoluogo è la città di Sorsogon.

## Geografia fisica
La provincia di Sorsogon occupa la punta della penisola di Bicol che è la parte più meridionale dell'isola di Luzon, e si trova di fronte all'isola di Samar a sud-est (provincia di Northern Samar), separata dallo stretto di San Bernardino, e all'isola di Ticao (provincia di Masbate) a sud-ovest.

## Geografia antropica

### Suddivisioni amministrative
La provincia di Sorsogon comprende una città componente e 14 municipalità.

#### Città
- Sorsogon

#### Municipalità
- Barcelona
- Bulan
- Bulusan
- Casiguran
- Castilla
- Donsol
- Gubat
- Irosin
- Juban
- Magallanes
- Matnog
- Pilar
- Prieto Diaz
- Santa Magdalena